# Renaudiana ranomandriensis
Renaudiana ranomandriensis är en skalbaggsart som beskrevs av Marc Lacroix 1993. Renaudiana ranomandriensis ingår i släktet Renaudiana och familjen Melolonthidae. Inga underarter finns listade i Catalogue of Life.